# Craig Ridge
Craig Ridge ist ein kleiner und felsiger Bergkamm im westantarktischen Ellsworthland. Er ragt unmittelbar nordöstlich des Polarstar Peak in den Gromshin Heights im Norden der Sentinel Range des Ellsworthgebirges auf.
Die geologische Mannschaft der University of Minnesota, welche die umliegenden Berge zwischen 1963 und 1964 erkundete, benannte ihn nach James A. Craig, Hubschrauberpilot des 62. Verbands des United States Army Transportation Corps, welche die Mannschaft unterstützte. Bei den Erkundungen der Berge wurden fossile Überreste eines Samenfarns der Ordnung Glossopteridales entdeckt.